# 寒假
寒假，也称为冬假，為學校中的一种長假期，季節方面與暑假相對。
在華人社會中，寒假通常會與春節重疊。寒假的时間长短在大中华地区每年都不统一，主要取决于所在地区纬度和春节之日期。

## 時間

### 中国大陆
中国大陆不同地区放寒假的时间不相同。一般北方寒假时间长于南方，最短的地区仅半个月左右，而最长的地区可达两个月。放假与开学的时间一般由春節的日期而定。
根據《国民休闲旅游纲要》提出，傳統寒暑假已不符時宜，因此近年來大陸已經有越來越多所小學、中學改為一學年二學期四學段，每年上課日維持不變，不過會將現有的寒暑假縮短，新增各一週春秋假，春假是安排在4月底或5月初，秋假則是安排在10月底或11月初。

### 臺灣
在台灣，寒假約為三週，包含春節連假實際上有四週左右的假期，同時也是兩學期的界線。未兼行政職的教師，會配合學生以集體放寒假的方式，為政府節省代課費支出。

### 香港
香港的中學及小學多數學校是沒有稱為「冬假」的假期，而是有大約二個星期的「聖誕及新年假期」、「農曆新年」和「復活節」假期，而有些佛教學校是有稱為冬假的大約十天時間。
此外，香港的中小學並不是以聖誕及新年假期、農曆新年假期作為分界線，而是以年授課日達過半來區分作為兩學期的分界線，一般在1月。
（多數小學放二星期左右）

### 澳門
澳門與香港的中學及小學一樣沒有稱為「寒假」的假期，而是有約兩週的聖誕及新年假期，以及約7~10天春節假期，澳門由12月20日回歸紀念日，21或22日冬至，24日-25日聖誔，1月1日西曆新年，公立學校包含公眾假期，最長由12月17日至1月2日，最短12月19日至1月1日，「保皇黨」學校及教會學校只是公眾假期休息。
澳門的中小學並不是以聖誕及新年假期、春節假期作為分界線，而是以年授課日（不少於195學日）達過半來區分作為兩學期的分界線，至於大學聖誕及新年假期、春節假期更長，各約兩~三週，合計總共放約五週的假。

### 美国
在美国，各中小学的寒假仅有一到三周左右不等。

### 日本
日本現時的寒假是由天皇壽辰（12月23日）至翌年1月8日（北海道地區延長至翌年1月15日）。

## 其他
某些企業、機構的職員也有寒假。